# Hinemoana Baker

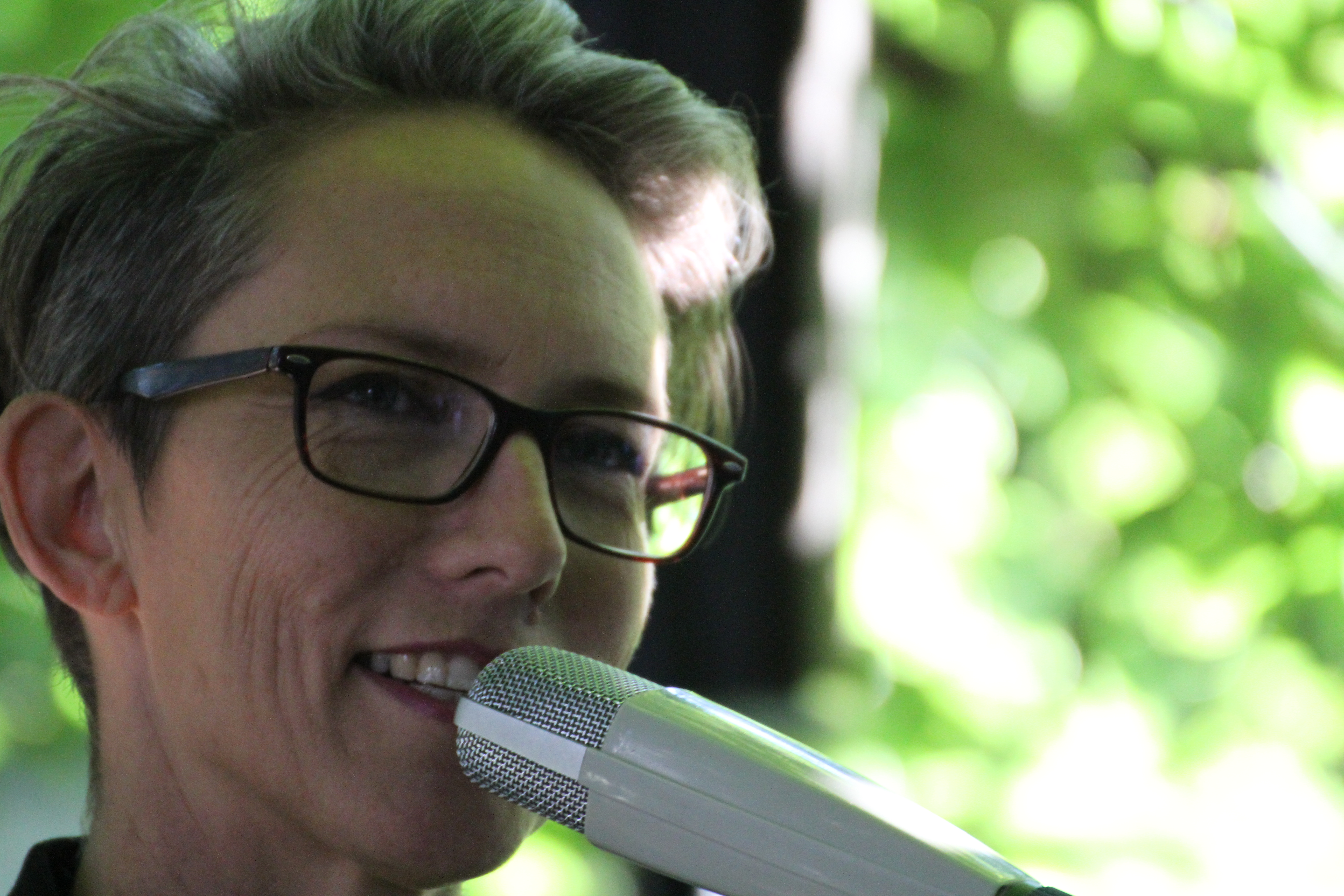
Hinemoana Baker, 2016

Hinemoana Baker (Christchurch, 19 de marzo de 1968) es una poetisa, cantautora y música neozelandesa.

## Biografía
Se crio de niña y adolescente en Whakatane y Nelson y pasó luego más de veinte años en Wellington donde obtuvo un máster en escritura creativa en la Universidad Victoria. En la actualidad vive en Berlín. Desciende de varios iwis: de la tribu Ngāi Tahu en Isla Sur, y de Ngāti Raukawa, Ngāti Toa y Te Āti Awa en Isla Norte; y también tiene raíces inglesas y alemanas. 

## Obra

### Poesía
- mātuhi | needle (2004)
- kōiwi kōiwi | bone bone (2010)
- waha | mouth (2014)

#### En antologías
- Transit of Venus (2016)

### Discografía
- puāwai (2004)

### Editora
- Kaupapa: New Zealand Poets, World Issues (2007)
- 4th Floor (2008)